# Carpophage de Céram
Ducula neglecta
Espèce
Statut de conservation UICN

 LC  : Préoccupation mineure
Le Carpophage de Céram (Ducula neglecta) est une espèce d'oiseaux appartenant à la famille des Columbidae.

## Description
Cet oiseau mesure environ 42 cm de longueur. Il ne présente pas de dimorphisme sexuel.
Il ressemble beaucoup au Carpophage à lunettes dont il était considéré comme une simple sous-espèce. Il en diffère par la tête gris clair (au lieu de gris bleuâtre foncé) et la coloration vert doré métallique des parties supérieures (au lieu de bleu vert ou vert bronze).
Une zone blanche entoure la base du bec. La poitrine est gris pâle et le ventre encore plus clair mais lavé de rosâtre. Les sous-caudales sont gris rosâtre. Un cercle oculaire blanc très net marque chaque œil. Les iris sont brun foncé, le bec grisâtre avec la base rougeâtre et les pattes pourpres.
Le jeune est un peu plus sombre que l'adulte.

## Répartition
Cet oiseau est endémique des Moluques (Céram et îles avoisinantes).